# Karla Nieto
Karla Paola Nieto Castillo (Ciudad de México, 9 de enero de 1995) es una futbolista mexicana. Actualmente juega para Pachuca de la Liga MX Femenil y se desempeña como mediocampista. Ha sido internacional con la Selección de fútbol Femenil de México. 

## Trayectoria
Inició su trayectoria jugando en Leonas de Morelos, equipo que fue ganador de la Liga Femenil Mexicana (liga amateur), con ella de titular.

### Selección nacional
- Selección Femenina de Fútbol de México participó en los Juegos Centroamericanos Veracruz 2014, donde obtuvo medalla de oro; así como en el Premundial Estados Unidos 2014, donde quedaron en tercer lugar.

- Selección Femenina de Fútbol sub-20[2] compitió en la Copa Mundial de la FIFA Canadá 2014 y fue subcampeona en el Premundial Islas Caimán 2014.

- Selección Femenina de Fútbol sub-17 jugó en el Premundial Guatemala 2012, obteniendo el tercer lugar y en la Copa Mundial de la FIFA Azerbaiyán 2012.[3]

## Palmarés

### Campeonatos Nacionales
| Torneo                       | Equipo  | País           | Año  |
| ---------------------------- | ------- | -------------- | ---- |
| Liga MX Femenil              | Pachuca | México         | 2025 |
| Campeón de Campeones Femenil | Pachuca | Estados Unidos | 2025 |